# 豐西郡
豐西郡（：／ Phungsŏ gun */?）是朝鮮民主主義人民共和國兩江道南部的一個郡，東、西鄰咸鏡南道。位於蓋馬高原中心地帶，東臨赴戰嶺山脈，最高點為海拔2,522公尺的北水白山。屬虛川江—熊耳江—西洞川流域。面積1,826.86平方公里，2008年人口44,112人。下分1邑、3勞動者區、17里。

## 歷史
1952年設郡，1954年劃入兩江道。